# Centro Espacial Manuel Belgrano
El Centro Espacial Manuel Belgrano es un futuro puerto espacial ubicado en la Base Naval Puerto Belgrano, partido de Coronel Rosales, propiedad de la Comisión Nacional de Actividades Espaciales. Una vez finalizada su construcción, será el área de integración final del lanzador Tronador y su carga.

## Infraestructura
La ubicación geográfica de la base fue elegida para evitar que la traza del lanzamiento pase por zonas habitadas. En la misma zona se instalará una planta de producción de combustible y oxidante, junto a un banco de pruebas de motores.
También se instalará una estación terrena para hacer el seguimiento y control del lanzador, que se complementará a la Estación Terrena Tierra del Fuego.